# Wahlen zum Repräsentantenhaus der Vereinigten Staaten 1896
Bei den Wahlen zum Repräsentantenhaus der Vereinigten Staaten 1896 wurden am 3. November 1896 die Abgeordneten des Repräsentantenhauses gewählt. In drei Staaten fanden die Wahlen bereits zwischen Juni und September statt. Die Wahlen waren Teil der allgemeinen Wahlen zum 55. Kongress der Vereinigten Staaten in jenem Jahr, bei denen auch ein Drittel der US-Senatoren gewählt wurden. Gleichzeitig fand auch die Präsidentschaftswahl des Jahres 1896 statt, die der Republikaner William McKinley gewann.
Zu dieser Zeit bestanden die Vereinigten Staaten aus 45 Bundesstaaten. Es waren 357 Abgeordnete zu wählen. Die Sitzverteilung basierte auf der Volkszählung von 1890.
Bei den Wahlen erholten sich die Demokraten leicht von ihren schweren Verlusten zwei Jahre zuvor. Mit einem Zugewinn von 31 Sitzen kamen sie nun auf 124 Mandate im Repräsentantenhaus. Damit blieben sie aber weiterhin in der Opposition. Die Republikaner verloren 48 Sitze, konnten aber mit 206 Mandaten ihre absolute Mehrheit behalten. Die Populist Party erreichte den Höhepunkt ihrer politischen Existenz. Sie gewann 13 Mandate hinzu und hielt nun 22 Sitze. Der Grund für den bei den Wahlen spürbaren Umschwung zu Gunsten der Demokraten lag zum einen an der Verbesserung der Wirtschaftslage. Die Krise von 1893, die zur demokratischen Wahlniederlage 1894 geführt hatte, war überwunden. Die Demokraten konnten nun einige damals verlorene Wahlbezirke wieder von den Republikanern zurückgewinnen. Hinzu kam auch noch eine Spaltung der Republikanischen Partei. Die sogenannte Silver Republican Party, die vor allem in den westlichen Staaten präsent war, trat für die Silber und Metallwährung ein, während die eigentliche Republikanische Partei den Goldstandard beibehalten wollte.
Wahlberechtigt und wählbar waren nur Männer. Frauen waren noch bis 1920 auf Bundesebene von Wahlen ausgeschlossen. Vor allem in den Südstaaten war das Wahlrecht durch Gesetze eingeschränkt, die das Wahlrecht an ein bestimmtes Steueraufkommen knüpften. Dadurch wurden ärmere Weiße, vor allem aber viele Afro-Amerikaner vom Wahlrecht ausgeschlossen.

## Wahlergebnis
- Demokratische Partei 124 (93) Sitze
- Republikanische Partei 206 (254) Sitze
- Populist Party 22 (9) Sitze
- Sonstige: 5 (1) Sitze

Gesamt: 357 (357)
In Klammern sind die Ergebnisse der letzten Wahl zwei Jahre zuvor. Veränderungen im Verlauf der Legislaturperiode, die nicht die Wahlen an sich betreffen, sind bei diesen Zahlen nicht berücksichtigt, werden aber im Artikel über den 55. Kongress im Abschnitt über die Mitglieder des Repräsentantenhauses bei den entsprechenden Namen der Abgeordneten vermerkt. Das Gleiche gilt für Wahlen in Staaten, die erst nach dem Beginn der Legislaturperiode der Union beitraten. Daher kommt es in den Quellen gelegentlich zu unterschiedlichen Angaben, da manchmal Veränderungen während der Legislaturperiode in die Zahlen eingearbeitet wurden und manchmal nicht.

## Liste der Abgeordneten
- siehe 55. Kongress der Vereinigten Staaten